# Labenz
Labenz ist eine Gemeinde im Kreis Herzogtum Lauenburg in Schleswig-Holstein.

## Geographie

### Geographische Lage und Gliederung
Das Gemeindegebiet von Labenz erstreckt sich im südöstlichen Teilbereich des Naturraums Ostholsteinisches Hügel- und Seenland (Haupteinheit Nr. 702) des Schleswig-Holsteinischen Hügellandes am Bachlauf der Steinau.
Siedlungsgeographisch besteht die Gemeinde aus dem gleichnamigen Dorf als einzigem amtlich erfassten Wohnplatz.

### Nachbargemeinden
Unmittelbar angrenzende Gemeindegebiete von Labenz sind:
| Steinhorst  |                                             |           |
| Sandesneben | Kompassrose, die auf Nachbargemeinden zeigt | Klinkrade |
|             | Lüchow                                      | Duvensee  |

## Geschichte
Die slawische Gründung Labenz (aus der slawischen Sprachenfamilie mit deutscher Beimischung für „Schwan“, „fischreicher Fluss“ oder „hart am Wasser gelegen“) liegt an der alten Handelsstraße Lübeck-Hamburg und wurde 1390 erstmals urkundlich erwähnt. Den Ortsmittelpunkt bildet der Mühlenteich, eine Wasserverbindung zwischen Wehrensteich und dem ehemaligen Duvenseer See. Am Mühlenteich stehen heute die Gebäude der alten Wassermühle, die bis ins 20. Jahrhundert in Betrieb war.
Begünstigt durch die hügelige Lage entstanden mehrere Windmühlen. Die größte, eine fünfflügelige, stand auf der Windmühlenkoppel an der Straße nach Lüchow. Diese jahrhundertelang das Ortsbild und den Ortsnamen prägenden Elemente Windmühle, Wasser und Schwan spiegeln sich im Ortswappen wider, das von der Gemeinde 1996 offiziell eingeführt wurde.
Wie die meisten Dörfer hat auch Labenz in den vergangenen hundert Jahren grundlegende Veränderungen erfahren. Anfangs noch eindeutig landwirtschaftlich geprägt, beherrschten im Jahr 1908 noch 41 Bauernhöfe, 13 Handwerksbetriebe und fünf Gastwirtschaften bei insgesamt 76 Wohnungen mit 416 Einwohnern das Ortsbild. Nach dem Zweiten Weltkrieg setzte eine kontinuierliche Siedlungsentwicklung ein, die ihre Höhepunkte nach der Flüchtlingswelle 1945–1950, nach 1975 sowie nach dem Fall des Eisernen Vorhangs zu verzeichnen hatte. Sie machte Labenz zu einem Wohndorf. Die Meierei in Labenz schloss 1972 ihre Pforten und wurde zum Wohnhaus umgebaut. Die Siedlungsaktivitäten werden aus Gründen der übergeordneten Landesplanung zunächst etwa 2004 abgeschlossen sein. Labenz wird dann über 300 Wohnungen verfügen. Derzeit gibt es in Labenz 8 Bauernhöfe, 28 Gewerbebetriebe und eine Gastwirtschaft mit Pensionsbetrieb. Seit 1994 verfügt Labenz über eine zentrale Ortsentwässerung und eine Versorgung mit Erdgas.
Trotz aller baulichen Entwicklung konnten historisch bedeutsame Bauwerke, Zeugnisse des früheren Bauerndorfes, erhalten bzw. restauriert werden. Die alte Schule wurde nach Einstellung des Schulbetriebes in den 1970er Jahren Heimstätte für den Kinderspielkreis, der 1997 im neu errichteten integrativen Kindergarten aufging. Der Kindergarten befindet sich im Gemeindezentrum Labenz, das aus dem Um- und Ausbau der alten Schule entstanden ist.
Im Gemeindezentrum finden zahlreiche Veranstaltungen des Kulturausschusses, der Freiwilligen Feuerwehr, der Wohlfahrtsverbände, der örtlichen Parteien und Wählergemeinschaften sowie das jährliche Rockwochenende von LabenzRockt statt. Das alte Spritzenhaus wurde bis vor kurzem noch von den Jugendlichen des Dorfes als Treffpunkt genutzt.

## Politik und Verwaltung

### Gemeindevertretung
Bei der Kommunalwahl am 14. Mai 2023 wurden insgesamt elf Sitze vergeben. Von diesen erhielt die SPD sieben Sitze und die CDU vier Sitze.

### Bürgermeister
- 1946–1970: Otto Wittenburg (DP)
- ?-heute: Ulrich Hardtke (SPD)

### Wappen
Blasonierung: „Von Silber und Blau gespalten. Vorn eine rote Windmühle mit spitzer Kuppel und fünf blauen Flügeln, hinten ein golden bewehrter, kampfbereiter silberner Schwan.“
Das 1995 genehmigte Wappen wurde von Siegbert Herbst aus Bäk entworfen.

## Sehenswürdigkeiten
In der Liste der Kulturdenkmale in Labenz stehen die in der Denkmalliste des Landes Schleswig-Holstein eingetragenen Kulturdenkmale.

## Besonderheiten
Douglas Adams’ Übersetzer Sven Böttcher verwendete den Ortsnamen Labenz als Nonsenswort in „Der tiefere Sinn des Labenz“.

## Persönlichkeiten
- Margit Voss (* 1931 in Labenz), Hörfunkjournalistin und Filmkritikerin